# Houria (película)
Houria es una película franco-belga-argelina dirigida por Mounia Meddour y estrenada en 2022.

## Sinopsis
Houria es una joven bailarina con talento que vive en Argel. De día trabaja como empleada de limpieza, pero de noche participa en apuestas clandestinas. Una noche, Houria gana una gran suma de dinero, pero un hombre llamado Ali la ataca violentamente y termina en el hospital. Esta situación traumática hace añicos sus sueños de convertirse en bailarina. Luego, Houria debe aceptar su nueva situación y encontrar sentido a su vida. En el trasfondo, la problemática del terrorismo que ha afrontado Argelia en la década de los 90 y la compleja decisión de enfrentar la situación de los "arrepentidos" para quienes han sido víctimas del terrorismo. También las expectativas de salir del país a toda costa para emigrar a Europa y su precio. 

## Ficha técnica
- Título: Houria
- Reparto: Lyna Khoudri, Rachida Brakni, Francis Nijim, Salim Kissari, Marwan Zeghib, Amira Hilda Douaouda, Nadia Kaci
- Realización y escenario: Mounia Meddour
- Fotografía: Léo Lefèvre
- Montaje: Damien Keyeux
- Música: Maxence Dussère y Yasmine Meddour
- Producción: Xavier Gens, Gregoire Gensollen, Patrick André
- Sociedad de distribución: Le Pacte (France)
- Países de producción:  Francia (88 %), Bélgica (11 %),  Argelia (1 %)[1]
- Género: drama
- Duració: 98 minutos
- Fecha de estreno: en Francia el 24 de agosto de 2022 en el Festival de cine de Angulema[2]

## Reparto
- Lyna Khoudri: Houria
- Rachida Brakni: Sabrina
- Marwan Fares: Alí
- Zahra Doumandji: Ana
- Ali Damiche  Ahmed
- Francisco Nijim : Ashraf
- Salim Kissari : Lamine la clase
- Amira Hilda Douaouda:Sonia

## Difusión
La distribución de la película Houria en Argelia sigue siendo incierta, ya que las películas que abordan temas delicados pueden encontrar dificultades para su difusión en el país. La directora Mounia Meddour expresó su decepción por el estreno de la película en su país de origen, aunque la producción había encontrado un distribuidor argelino.  Su primer largometraje, Papicha, nunca se proyectó en los cines de Argelia. 